# Предузеће „Синиша Николић Драгош“ Пирот
Друштвено предузеће за производњу коже, крзна и вуне „Синиша Николић Драгош“ основано је 1945. године као Кожарско-ћурчијска задруга са седиштем у Пироту. На захтев радника 1948. године, ова задруга прераста у предузеће и постаје Комбинат коже и вуне „Синиша Николић Драгош“. 
Основна делатност овог предузећа била је прерада кожа и израда свих ћурчијских производа. Производила се постава, крзно, бунде за Југословенску народну армију и железницу, кожуси и шубаре. Дана 3. септембра 1950. године изабран је први Раднички савет и фабрика је предата на управљање радницима. Почетком 1954. године формирано је предузеће „Златно руно“ са циљем да се у Пироту мазаметским поступком производи вуна. У периоду 1954. до 1956. године су се изградиле нова Кожара и Вунара. Тадашње предузеће „Златно руно“ улази у састав Комбината, који има четири погона: кожару, крзнару, вунару и конфекцију. 
Ради бржег и ефикаснијег пословања, септембра 1964. се оснива посебно предузеће Пиротска текстилна индустрија „Иван Караиванов“ у чијем саставу је и Предионица. У октобру 1965. године долази до интеграције Предионице и Комбината за производњу и прераду коже и вуне у јединствену радну организацију Индустрија вуне и коже Пирот. Након 1971. године, а на основу Уставних амандмана, извршено је конституисање основних организација удруженог рада и формиране су следеће ООУР: Вунара, Кожара, Крзнара, Предионица, Заједничке службе, Транспорт, Помоћна делатност „Драгош“ и Раднички ресторан. 
Године 1986, мења назив у Радна организација Индустрије вуне и коже – ИВК са неограниченом солидарном одговорношћу ООУРА-а.]Крајем 1989. године основна организација удруженог рада за производњу коже, крзна и вуне „Драгош“ заједно са припадајућим делом радне заједнице Заједничких служби, у саставу РО Индустрије вуне и коже – ИВК, организује се у Друштвено предузеће за производњу коже, крзна и вуне „Синиша Николић Драгош“ 
У периоду санкција, 1999 — 2000. предузеће све лошије послује. Покренут је стечајни поступак 21. марта 2007, а завршен је 27. октобра 2010. године. 
Предузеће носи назив по пиротском партизану Синиши Николићу. 